# 앨릭스 러셀
알렉산더 "앨릭스" 러셀(영어: Alexander "Alex" Russell, 1987년 12월 11일 ~ )은 오스트레일리아의 배우이다.

## 출연 작품
- 언브로큰 - 피트 역
- 래빗